# Panjkora
Der Panjkora ist ein rechter Nebenfluss des Swat in der pakistanischen Provinz Khyber Pakhtunkhwa.
Der Panjkora entspringt im vergletscherten Teil des Hinduraj an der Grenze zum Distrikt Chitral. Von dort durchfließt er die beiden Distrikte Upper Dir und Lower Dir in überwiegend südwestlicher Richtung. Dabei fließt er 4 km südlich am Hauptort Dir vorbei. Schließlich mündet er 25 km westlich von Chakdara in den nach Westen strömenden Swat, dessen wichtigster Nebenfluss der Panjkora darstellt. Die letzten 15 km bildet der Fluss die Grenze zur westlich gelegenen Bajaur Agency (Stammesgebiete unter Bundesverwaltung). Auf diesem untersten Flussabschnitt durchschneidet der Panjkora einen Gebirgszug in südlicher Richtung und durchströmt dabei eine tiefe Schlucht. Der Panjkora hat eine Länge von ca. 220 km.
Die Nationalstraße 45 folgt ab der Stadt Dir dem Flusslauf über eine Strecke von 75 km, bevor sie 15 km oberhalb dessen Mündung nach Osten abbiegt.
Am Flusslauf gibt es zahlreiche archäologische Fundstellen.